# Katholische Glaubensinformation
Die Katholische Glaubensinformation (kurz: KGI) war zwischen 1960 und 2009 eine als eingetragener Verein tätige Arbeitsstelle der Deutschen Katholischen Bischofskonferenz im Bereich praktischer Seelsorge bzw. Pastoral. Sie informierte über den katholischen Glauben, beriet und begleitete Menschen auf ihrem Glaubensweg und in ihrem religiösen Suchen, zunächst per Briefpastoral. Seit Mitte der 1990er Jahre verlagerte sie ihre Aktivitäten ins Internet und war schließlich mit der Koordination der pastoralen Internetarbeit der Katholischen Kirche in Deutschland betraut. In Österreich existiert die Katholische Glaubensinformation der Erzdiözese Wien.

## Entstehung und Aufgaben
Die KGI wurde 1960 von Pfarrer Ferdinand Krenzer vom Oratorium Frankfurt gegründet. Die Gründung geht auf eine Idee des früheren Limburger Bischofs Wilhelm Kempf zurück, die er ursprünglich in England beim Catholic Enquiry Centre kennengelernt hatte. Schon nach kurzer Zeit wurde sie zur Briefseelsorgestelle der katholischen Kirche in Deutschland und verstand sich seither als Ansprechpartnerin für Suchende und Fragende, für alle, denen Kirche und Glaube eine Frage wert sind.

## Schwerpunkte
Schwerpunkt der Glaubensinformation war bis in die jüngste Zeit ein aus 24 Einzelartikeln bestehende Einführungskurs in den katholischen Glauben. Dieser Fernkurs, der sowohl per Post als auch online angeboten wurde, gehörte seit 1960 zum Kernangebot der KGI. Der Fernkurs wurde nach und nach aktualisiert und ist heute noch als Download bei der Katholischen Arbeitsstelle für missionarische Pastoral oder in Buchform erhältlich.
Seit Mitte der neunziger Jahre eine der ersten Einrichtungen auch in den Online-Diensten tätig, begann sie mit der Domain www.autobahnkirche.de eine „Kirche in der Datenautobahn“ zu errichten.
Zuletzt stand bei der KGI die Hinführung zum katholischen Glauben und das Angebot entsprechender Informationen wieder mehr im Vordergrund. Hierfür wurde die Domain www.katholisch-werden.de und für die Vorbereitung auf die Taufe oder einen Neubeginn im katholischen Glauben die Internetseite www.katechumenat.de geschaffen.

## Auflösung
Am 1. Januar 2010 nahm die in Erfurt von der Deutschen Bischofskonferenz errichtete Katholische Arbeitsstelle für missionarische Pastoral ihre Arbeit auf. Im Zuge dessen wurde die Katholische Glaubensinformation (kgi) mit Sitz in Frankfurt a. M. mit Ablauf des 31. Dezember 2009 aufgelöst.